# Lądowiska operacyjne Luftwaffe
Lądowiska operacyjne Luftwaffe – to zbiór lądowisk wybudowanych lub przystosowanych przez Luftwaffe do celów wojskowych w latach 30. XX wieku w ramach przygotowań do II wojny światowej.

## Historia
Po I wojnie światowej Niemcy utraciły możliwość rozwijania lotnictwa wojskowego zgodnie z art.198 traktatu Wersalskiego z 1919 roku. Większość istniejących lotnisk pozostawała nieczynna aż do roku 1924, zgodnie z ustaleniami traktatu. Pierwsze plany tajnej rozbudowy sieci lotnisk opracowano w latach 1924–1927, na bazie lotnisk cywilnych, sportowych oraz awaryjnych w roli kamuflażu. Stopniowo, wraz ze słabnącym nadzorem nad postanowieniami traktatu, około 100 lotnisk oraz 150 mniejszych lądowisk zaczęto przebudować do roli pełnoprawnych baz wojskowych. Kolejny istotny krok przyniósł rok 1935, kiedy postanowiono o budowie wielu zakamuflowanych lądowisk gotowych do użycia w razie wojny z krajami ościennymi III Rzeszy. Takie lądowiska mianowano Einsatzhafen (niem. baza operacyjna), wyróżniano dwie kategorie, E-hafen I to lądowiska o lepszych parametrach i rozległej infrastrukturze oraz E-hafen II o skromniejszym zapleczu. Plan mobilizacyjny Luftwaffe z 1 lipca 1939 zakładał do 1 września 1939 utworzenie:
- 64 lotnisk (Flughafen, Fliegerhorst)
- 81 lądowisk operacyjnych kategorii I (E-hafen I)
- 38 lądowisk operacyjnych kategorii II (E-hafen II)
- 19 lądowisk polowych, pomocniczych i pozostałych (Feldflugplatz – lądowisko polowe, Landeplatz – lądowisko, Notlandeplatz – lądowisko awaryjne)
- 6 lotnisk wodnosamolotów

Niemal wszystkie lotniska tego okresu dysponowały wyłącznie nawierzchnią trawiastą, dopiero podczas wojny rozpoczęto budowę betonowych pasów startowych.

## Lista obiektów
Poniższa lista wymienia obiekty znajdujące się obecnie w granicach Polski, natomiast wybudowane przed rokiem 1939 na terenie Niemiec.
| Nazwa org.          | Nazwa obecnie          | Rodzaj                                | Miejscowość         | Lokalizacja                                                                             |
| ------------------- | ---------------------- | ------------------------------------- | ------------------- | --------------------------------------------------------------------------------------- |
| Allenstein          | Olsztyn-Dajtki         | Einsatzhafen                          | Olsztyn             | 53°46′22″N 20°24′46″E/53,772778 20,412778                                               |
| Altkemnitz          |                        | Feldflugplatz                         | Stara Kamienica     | 50°54′30″N 15°36′00″E/50,908333 15,600000                                               |
| Alt Rosenberg       |                        | Einsatzhafen                          | Olesno              | 50°53′05″N 18°25′52″E/50,884722 18,431111                                               |
| Alt Siedel          |                        | Feldflugplatz                         | Grodzisko           | 50°35′04″N 18°13′54″E/50,584444 18,231667                                               |
| Annafeld / Flatow   |                        | Landeplatz                            | Złotów              | 53°21′N 17°02′E/53,350000 17,033333                                                     |
| Arys-Rostken        |                        | Einsatzhafen                          | Rostki              | 53°43′10″N 21°55′00″E/53,719444 21,916667                                               |
| Aslau               |                        | Einsatzhafen I                        | Osła                | 51°18′24″N 15°43′08″E/51,306667 15,718889 lub 51°18′40″N 15°44′20″E/51,311111 15,738889 |
| Berneuchen          |                        | Notlandeplatz                         | Barnówko            | 52°47′N 14°46′E/52,783333 14,766667                                                     |
| Bielitzfelde        |                        | Feldflugplatz                         | Bielice             | 50°33′30″N 17°30′00″E/50,558333 17,500000                                               |
| Breslau-Gandau      | Wrocław-Gądów          | Fliegerhorst                          | Wrocław             | 51°07′45″N 16°58′15″E/51,129167 16,970833                                               |
| Breslau-Schöngarten | Wrocław-Strachowice    | Fliegerhorst                          | Wrocław             | 51°06′25″N 16°55′10″E/51,106944 16,919444                                               |
| Brieg               | Brzeg-Skarbimierz      | Fliegerhorst                          | Brzeg               | 50°50′20″N 17°24′47″E/50,838889 17,413056                                               |
| Bunzlau             |                        | Notlandeplatz                         | Bolesławiec         | 51°19′30″N 15°33′10″E/51,325000 15,552778                                               |
| Cosel               |                        | Einsatzhafen II                       | Kędzierzyn-Koźle    | 50°20′06″N 18°09′55″E/50,335000 18,165278                                               |
| Damm                |                        | Landeplatz                            | Damno               | 54°31′N 17°19′E/54,516667 17,316667                                                     |
| Danzig-Langfuhr     | Gdańsk-Wrzeszcz        | Fliegerhorst                          | Gdańsk              | 54°23′40″N 18°36′10″E/54,394444 18,602778                                               |
| Deep                |                        | Fliegerhorst, Seefliegerhorst         | Mrzeżyno            | 54°08′20″N 15°17′00″E/54,138889 15,283333                                               |
| Deutsch-Buckow      |                        | Notlandeplatz                         | Bukowa              | 54°30′30″N 17°07′10″E/54,508333 17,119444                                               |
| Deutsch-Eylau       |                        | Einsatzhafen                          | Iława               | 53°35′30″N 19°35′30″E/53,591667 19,591667                                               |
| Dievenow            |                        | Fliegerhorst, Seefliegerhorst         | Dziwnów             | 54°00′50″N 14°45′30″E/54,013889 14,758333                                               |
| Dobberphul          |                        | Landeplatz                            | Dobropole           | 53°51′N 14°44′E/53,850000 14,733333                                                     |
| Dumröse             |                        | Landeplatz                            | Domardz             | 54°26′N 17°15′E/54,433333 17,250000                                                     |
| Elbing              | Elbląg                 | Einsatzhafen                          | Elbląg              | 54°08′30″N 19°20′00″E/54,141667 19,333333                                               |
| Frankenstein        |                        | Notlandeplatz                         | Ząbkowice Śląskie   | 50°34′20″N 16°50′00″E/50,572222 16,833333                                               |
| Frauenburg          |                        | Feldflugplatz                         | Frombork            | 54°21′30″N 19°41′30″E/54,358333 19,691667                                               |
| Freienwalde         |                        | Notlandeplatz                         | Chociwel            | 53°27′40″N 15°20′00″E/53,461111 15,333333                                               |
| Freiwaldau          | Gozdnica               | Eisatzhafen I                         | Gozdnica            | 51°27′40″N 15°06′30″E/51,461111 15,108333                                               |
| Friedeberg          |                        | Feldflugplatz                         | Strzelce Krajeńskie | 52°52′30″N 15°31′30″E/52,875000 15,525000                                               |
| Fritzow             |                        | Landeplatz                            | Wrzosowo            | 54°06′N 15°49′E/54,100000 15,816667                                                     |
| Gabbert             | Jaworze                | Eisatzhafen II                        | Jaworze             | 53°18′40″N 15°42′50″E/53,311111 15,713889                                               |
| Gäbersdorf          |                        | Einsatzhafen I                        | Udanin              | 51°02′20″N 16°27′00″E/51,038889 16,450000                                               |
| Glatz               |                        | Landeplatz                            | Kłodzko             | 50°26′N 16°39′E/50,433333 16,650000                                                     |
| Gleiwitz            | Gliwice-Trynek         | Fliegerhorst                          | Gliwice             | 50°16′15″N 18°40′30″E/50,270833 18,675000                                               |
| Glogau              |                        | Notlandeplatz                         | Głogów              | 51°42′00″N 16°07′00″E/51,700000 16,116667                                               |
| Gorow               |                        | Landeplatz                            | Gorowo Iławieckie   | 54°17′N 20°29′E/54,283333 20,483333                                                     |
| Grieslienen         | Gryźliny               | Einsatzhafen II                       | Gryźliny            | 53°36′15″N 20°22′30″E/53,604167 20,375000                                               |
| Grossburg           |                        | Einsatzhafen                          | Borek Strzeliński   | 50°52′00″N 17°04′50″E/50,866667 17,080556                                               |
| Gross-Kosel         |                        | Landeplatz                            | Kozłowo             | 53°19′30″N 20°17′30″E/53,325000 20,291667                                               |
| Gross-Schiemanen    | Szczytno-Szymany       | Einsatzhafen                          | Szymany             | 52°28′54″N 20°57′30″E/52,481667 20,958333                                               |
| Gross Stein         | Kamień Śląski          | Landeplatz                            | Kamień Śląski       | 50°31′35″N 18°05′45″E/50,526389 18,095833                                               |
| Gross Tychow        |                        | Einsatzhafen II                       | Tychów              | 53°55′41″N 16°15′28″E/53,928056 16,257778                                               |
| Grottkau            |                        | Einsatzhafen I                        | Grodków             | 50°38′15″N 17°23′30″E/50,637500 17,391667                                               |
| Grunau              | Jeżów Sudecki          | Notlandeplatz                         | Jeżów Sudecki       | 50°56′52″N 15°45′41″E/50,947778 15,761389                                               |
| Hartenau            |                        | Einsatzhafen                          | Twardawa            | 50°20′30″N 17°59′30″E/50,341667 17,991667                                               |
| Hirschberg          | Jelenia Góra           | Notlandeplatz                         | Jelenia Góra        | 50°54′00″N 15°47′10″E/50,900000 15,786111                                               |
| Johannisburg        |                        | Landeplatz                            | Pisz                | 53°38′04″N 21°47′52″E/53,634444 21,797778                                               |
| Juliusburg          |                        | Feldflugplatz                         | Dobroszyce          | 51°16′04″N 17°19′53″E/51,267778 17,331389                                               |
| Kallies-Ratheide    |                        | Landeplatz                            | Kalisz Pomorski     | 53°17′N 15°54′E/53,283333 15,900000                                                     |
| Kamp                |                        | Fliegerhorst                          | Rogowo              | 54°08′45″N 15°20′00″E/54,145833 15,333333                                               |
| Kamp                |                        | Seefliegerhorst                       | Rogowo              | 54°09′15″N 15°21′40″E/54,154167 15,361111                                               |
| Klein Eichen        |                        | Ausweichflugplatz                     | Dąbrówka            | 50°30′00″N 18°04′30″E/50,500000 18,075000                                               |
| Kohlow              |                        | Landeplatz                            | Kowalów             | 52°24′N 14°45′E/52,400000 14,750000                                                     |
| Kolbatz             |                        | Landeplatz                            | Kołbacz             | 53°18′08″N 14°48′49″E/53,302222 14,813611                                               |
| Kolberg             | Kołobrzeg-Bagicz       | Fliegerhorst                          | Kołobrzeg           | 54°12′00″N 15°40′30″E/54,200000 15,675000                                               |
| Königsberg-Neumark  | Chojna                 | Einsatzhafen                          | Chojna              | 52°56′30″N 14°25′00″E/52,941667 14,416667                                               |
| Kornau              |                        | Landeplatz                            | Olszewki            | 53°40′N 20°59′E/53,666667 20,983333                                                     |
| Köslin              |                        | Landeplatz                            | Koszalin            | 54°11′25″N 16°11′11″E/54,190278 16,186389                                               |
| Kussfeld            |                        | Landeplatz                            | Stare Kusy          | 54°02′N 19°36′E/54,033333 19,600000                                                     |
| Küstrin             |                        | Feldflugplatz                         | Kostrzyń            | 52°36′30″N 14°40′00″E/52,608333 14,666667                                               |
| Landsberg/Warthe    |                        | Landeplatz                            | Gorzów Wielkopolski | 52°44′N 15°14′E/52,733333 15,233333                                                     |
| Langenau            |                        | Einsatzhafen                          | Raków               | 51°11′30″N 17°05′00″E/51,191667 17,083333                                               |
| Langhermsdorf       |                        | Landeplatz                            | Urzuty              | 51°48′N 15°24′E/51,800000 15,400000                                                     |
| Lauenburg           |                        | Feldflugplatz                         | Lębork              | 54°32′25″N 17°47′30″E/54,540278 17,791667                                               |
| Leba                |                        | lądowisko awaryjne dla wodnosamolotów | Łeba                | 54°45′20″N 17°31′00″E/54,755556 17,516667                                               |
| Leobschütz          |                        | Einsatzhafen                          | Głubczyce           | 50°13′00″N 17°47′00″E/50,216667 17,783333                                               |
| Liegnitz            | Legnica                | Fliegerhorst                          | Legnica             | 51°11′10″N 16°11′30″E/51,186111 16,191667                                               |
| Locken              |                        | Landeplatz                            | Łukta               | 53°48′N 20°05′E/53,800000 20,083333                                                     |
| Lottin              |                        | Landeplatz                            | Lotyń               | 53°36′N 16°48′E/53,600000 16,800000                                                     |
| Lötzen              |                        | Einsatzhafen                          | Giżycko             | 54°02′30″N 21°46′15″E/54,041667 21,770833                                               |
| Lüben               | Lubin                  | Einsatzhafen I                        | Lubin               | 51°25′30″N 16°11′30″E/51,425000 16,191667                                               |
| Lyck                |                        | Einsatzhafen                          | Ełk                 | 53°49′50″N 22°23′45″E/53,830556 22,395833                                               |
| Mackfitz            | Płoty                  | Feldflugplatz                         | Makowice            | 53°45′40″N 15°17′50″E/53,761111 15,297222                                               |
| Möckendorf          |                        | Feldflugplatz                         | Korzękwice          | 50°31′35″N 17°18′35″E/50,526389 17,309722                                               |
| Neisse-Stephansdorf |                        | Einsatzhafen                          | Radzikowice         | 50°30′25″N 17°17′35″E/50,506944 17,293056                                               |
| Neudorf             | Opole-Polska Nowa Wieś | Einsatzhafen                          | Polska Nowa Wieś    | 50°38′01″N 17°47′00″E/50,633611 17,783333                                               |
| Neustadt            | Prudnik                | Notlandeplatz                         | Prudnik             | 50°20′30″N 17°35′00″E/50,341667 17,583333                                               |
| Nieder-Ellguth      |                        | Einsatzhafen II                       | Zakrzów             | 50°29′15″N 18°06′35″E/50,487500 18,109722                                               |
| Oberglogau          |                        | Notlandeplatz                         | Głogówek            | 50°21′30″N 17°51′00″E/50,358333 17,850000                                               |
| Oppeln              |                        | Landeplatz                            | Opole               | 50°39′30″N 17°57′00″E/50,658333 17,950000                                               |
| Ottmuth             |                        | Notlandeplatz                         | Otmuchów            | 50°30′40″N 17°59′00″E/50,511111 17,983333                                               |
| Rossweide           |                        | Feldflugplatz                         | Nowe Kotkowice      | 50°22′00″N 17°57′00″E/50,366667 17,950000                                               |
| Schlosswalden       |                        | Landeplatz                            | Lasowice Małe       |                                                                                         |
| Stubendorf          |                        | Fliegerhorst                          | Izbicko             | 50°34′00″N 18°08′40″E/50,566667 18,144444                                               |
| Weidengut           |                        | Einsatzhafen                          | Wierzbie            | 50°32′10″N 17°34′58″E/50,536111 17,582778                                               |
| Ziegenhals          |                        | Landeplatz                            | Głuchołazy          | 50°19′30″N 17°24′00″E/50,325000 17,400000                                               |